# 蘭波 (狗)
蘭波（英文：Lampo，大約生於 1950 年，卒於 1961 年 7 月 22 日）是一隻混種狗，因懂得搭火車在意大利旅行而聞名。 

## 历史

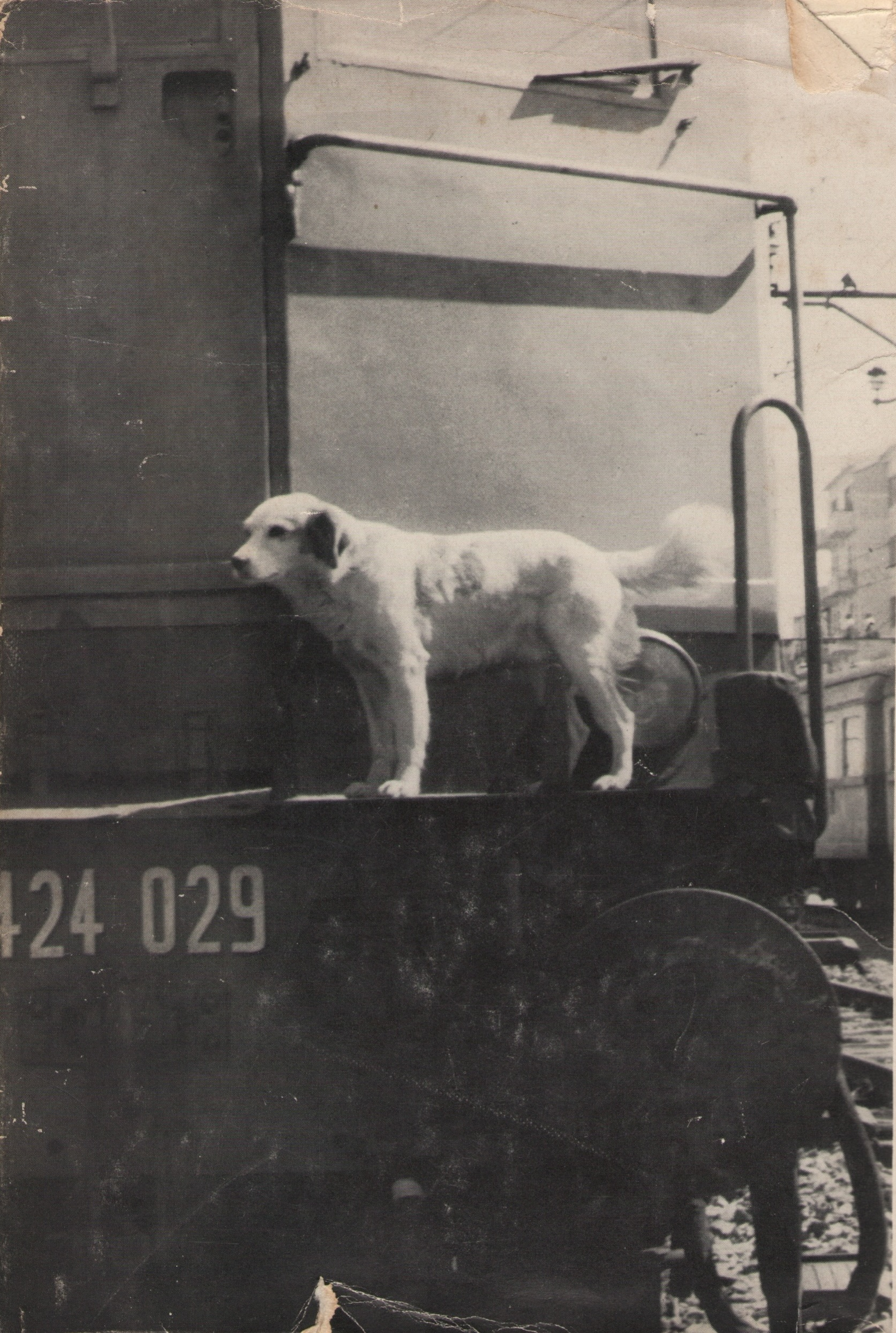
站在機車上的蘭波。

1953 年 8 月，時為流浪狗的蘭波，在意大利的濱海坎皮利亞火車站，從一列貨運列車下車。雖然鐵路當局對收養動物有嚴格規定，但站長埃爾維奧·巴萊塔尼（Elvio Barlettani）還是收養了蘭波。蘭波很快就弄懂了火車時刻表，能區分慢車和快車，以及如何每天到達某處並在日落時返回。 幾乎每天早上，蘭波搭乘火車從濱海坎皮利亞前往皮翁比诺，陪伴站長的女兒米爾娜去上學。之後他搭乘另一列火車返回濱海坎皮利亞。他也經常搭乘其他火車悠遊於意大利的鐵路網，最後返回濱海坎皮利亞。 
鐵路工作人員知道蘭波，但上級希望不要太過招搖。有一天蘭波被車門夾到了，火車緊急停下開門讓他脫困。這時上級單位要求巴萊塔尼棄養蘭波。蘭波被放上一列開往那不勒斯的貨運列車並被野放在荒野，但大約五個月以後，蘭波渾身是病地回到濱海坎皮利亞，很快恢復健康，終於成為了該車站的代表物。他的故事引起記者的興趣，媒體廣為傳布。
1961 年 7 月 22 日傍晚，蘭波在濱海坎皮利亞被貨運列車撞倒身亡，工作人員至為難過。蘭波被埋葬在車站一棵金合歡樹下的花壇裡。 

## 纪念

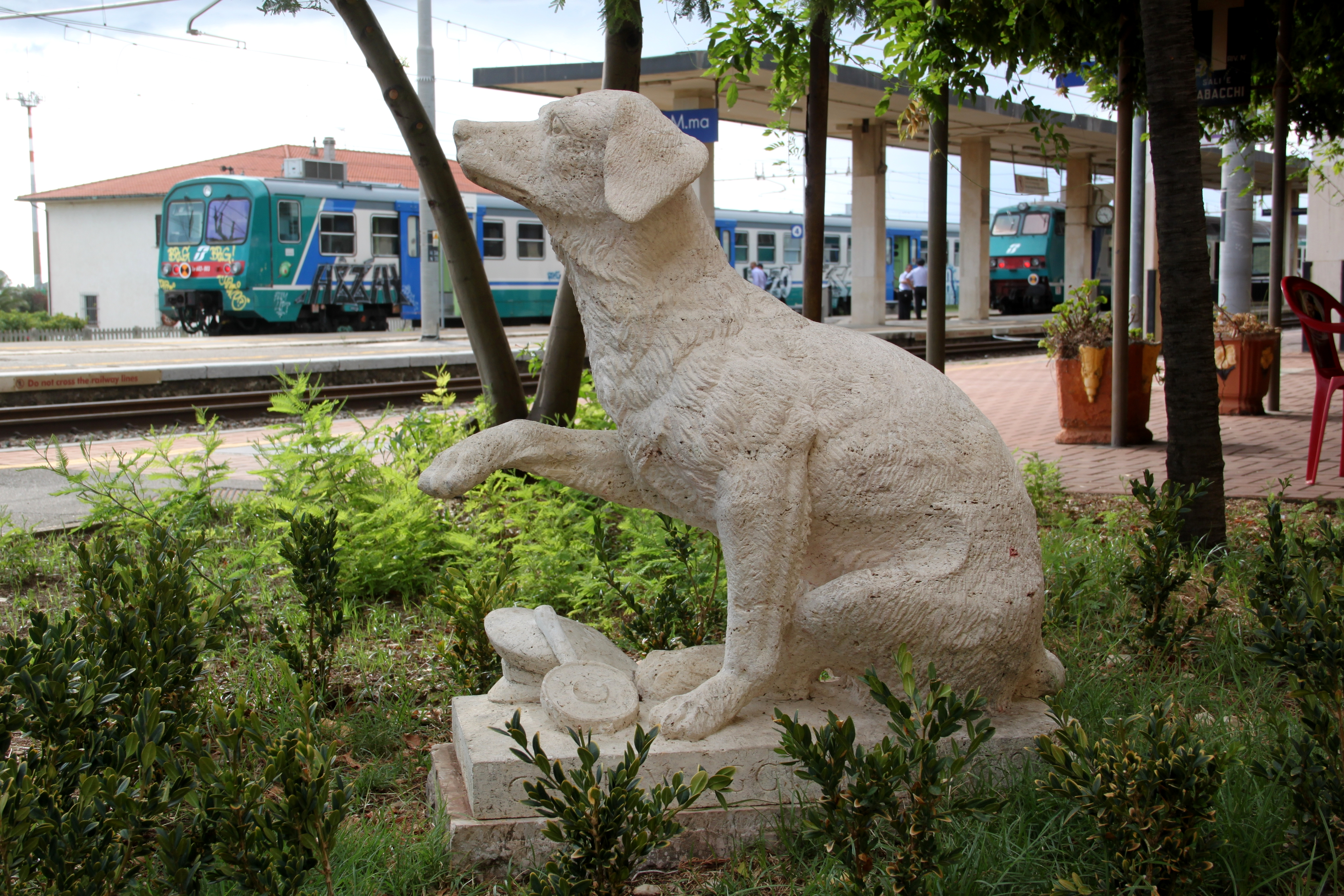
濱海坎皮利亞火車站的蘭波紀念像。

蘭波去世後不久，工作人員與美國雜誌「本周（This Week）」在濱海坎皮利亞火車站修建了一座纪念碑，以資紀念。
車站站長埃爾維奧·巴萊塔尼 （於2006 年 7 月去世）撰寫的《旅行犬蘭波》 （意大利語： Lampo, il cane viaggiatore ）於1962年由加爾贊蒂出版社出版。該書極為暢銷，截至 2009 年已至15版，並被翻譯成英語、法語、 德語、 日語和孟加拉語。
1967 年，波蘭作家羅曼·皮薩爾斯基（Roman Pisarski）將蘭波的故事改編成短篇小说《O psie, który jeździł koleją》 （波蘭語：坐火車旅行的狗）；該書成為波蘭小學三年級的讀物。